# Награды Евролиги
Список Наград Евролиги по баскетболу с 1988 года, когда началась эра Финалов Четырёх, а также начиная с сезона 2000-01, когда соревнования стали проводиться под эгидой УЛЕБ.

## Награды Евролиги

### MVP Финала Четырёх Евролиги
Титул MVP Финала Четырёх Евролиги — награда MVP присуждается лучшему игроку за финальные 2 игры сезона. Вручается начиная с сезона 1987-88, когда прошёл первый Финал Четырёх. Титул «самому ценному игроку Финала Четырёх» считается самой престижной и важной наградой, присуждаемой в Евролиге.
| - 1987-88 Боб Макаду (Олимпия Милан) - 1988-89 Дино Раджа (Югопластика) - 1989-90 Тони Кукоч (Югопластика) - 1990-91 Тони Кукоч (Pop 84 Split) - 1991-92 Предраг Данилович (Партизан) - 1992-93 Тони Кукоч (Бенеттон) - 1993-94 Жарко Паспалий (Олимпиакос) - 1994-95 Арвидас Сабонис (Реал Мадрид) - 1995-96 Доминик Уилкинс (Панатинаикос) - 1996-97 Дэвид Риверс (Олимпиакос) - 1997-98 Зоран Савич (Киндер) - 1998-99 Tyus Edney (Жальгирис) - 1999-00 Желько Ребрача (Панатинаикос) - 2000-01 Ариэль Макдональд (Маккаби) (ФИБА) - 2000-01 Ману Жинобили (Киндер) (УЛЕБ) - 2001-02 Деян Бодирога (Панатинаикос) - 2002-03 Деян Бодирога (Барселона) - 2003-04 Энтони Паркер (Маккаби) | - 2004-05 Шарунас Ясикявичюс (Маккаби) - 2005-06 Теодорас Папалукас (ЦСКА) - 2006-07 Димитрис Диамантидис (Панатинаикос) - 2007-08 Траджан Лэнгдон (ЦСКА) - 2008-09 Василис Спанулис (Панатинаикос) - 2009-10 Хуан Карлос Наварро (Барселона) - 2010-11 Димитрис Диамантидис (Панатинаикос) - 2011-12 Василис Спанулис (Олимпиакос) - 2012-13 Василис Спанулис (Олимпиакос) - 2013-14 Тайрис Райс (Маккаби) - 2014-15 Андрес Носиони (Реал Мадрид) - 2015-16 Нандо Де Коло (ЦСКА) - 2016-17 Экпе Юдо (Фенербахче) - 2017-18 Лука Дончич (Реал Мадрид) - 2018-19 Уилл Клайберн (ЦСКА) - 2020-21 Василие Мицич (Анадолу Эфес) - 2021-22 Василие Мицич (Анадолу Эфес) - 2022-23 Александр Везенков (Олимпиакос) |

### MVP Регулярного сезона Евролиги
Награда Самому ценному игроку Регулярного сезона Евролиги — титул присуждавшийся лучшему игроку сезона начиная с сезона 2000-01 по 2003-04. Награда была заменена в сезоне 2004/05 на титул MVP Евролиги.
| - 2000-01 Нэйт Хаффман (Маккаби) (ФИБА) - 2000-01 Деян Томашевич (Buducnost) (УЛЕБ) - 2001-02 Мирсад Тюркджан (ЦСКА) - 2002-03 Жозеф Блейер (УЛКЕР) - 2003-04 Арвидас Сабонис (Жальгирис) |

### MVP Топ-16 Евролиги
The Euroleague Top 16 MVP award was the MVP award for the Top 16 stage of the season. It began in the 2001-02 season and it was discontinued after the 2003-04 season. It was replaced by the new All-Euroleague MVP award beginning in the 2004-05 season.
| - 2001-02 Деян Бодирога (Панатинаикос) - 2002-03 Мирсад Тюркджан (Монтепаски) - 2003-04 Арвидас Сабонис (Жальгирис) |

### MVP всего сезона Евролиги
Награда MVP всего сезона Евролиги появилась с сезона 2004/05 и заменила собой две отдельные награды — MVP Регулярного сезона Евролиги и MVP Топ-16 Евролиги. В рамках этой награды отмечается игрок, проявивший себя как во время регулярного сезона Евролиги, так и в Топ-16 и в плей-офф, вплоть до «Финала четырёх». Награда является аналогом MVP регулярного сезона в НБА.
| - 2004-05 Энтони Паркер (Маккаби) - 2005-06 Энтони Паркер (Маккаби) - 2006-07 Теодорас Папалукас (ЦСКА) - 2007-08 Рамунас Шишкаускас (ЦСКА) - 2008-09 Хуан Карлос Наварро (Барселона) - 2009-10 Милош Теодосич (Олимпиакос) - 2010-11 Димитрис Диамантидис (Панатинаикос) - 2011-12 Андрей Кириленко (ЦСКА) - 2012-13 Василис Спанулис (Олимпиакос) - 2013-14 Серхио Родригес (Реал Мадрид) - 2014-15 Неманья Бьелица (Фенербахче) - 2015-16 Нандо Де Коло (ЦСКА) - 2016-17 Серхио Льюль (Реал Мадрид) - 2017-18 Лука Дончич (Реал Мадрид) - 2018-19 Ян Веселы (Фенербахче) - 2020-21 Василие Мицич (Анадолу Эфес) - 2021-22 Никола Миротич (Барселона) - 2022-23 Александр Везенков (Олимпиакос) |

### Лучший защитник Евролиги
Награда Лучший защитник Евролиги вручается лучшему игроку оборонительного плана по итогам регулярного сезона перед Финалом Четырёх, начиная с сезона 2004-05, по итогам голосования тренеров команды, участвовавших в Евролиге.
| - 2004-05 Димитрис Диамантидис (Панатинаикос) - 2005-06 Димитрис Диамантидис (Панатинаикос) - 2006-07 Димитрис Диамантидис (Панатинаикос) - 2007-08 Димитрис Диамантидис (Панатинаикос) - 2008-09 Димитрис Диамантидис (Панатинаикос) - 2009-10 Виктор Хряпа (ЦСКА) - 2010-11 Димитрис Диамантидис (Панатинаикос) - 2011-12 Андрей Кириленко (ЦСКА) - 2012-13 Стефан Ласме (Панатинаикос) - 2013-14 Брайант Данстон (Олимпиакос) - 2014-15 Брайант Данстон (Олимпиакос) - 2015-16 Кайл Хайнс (ЦСКА) - 2016-17 Адам Ханга (Баскония) - 2017-18 Кайл Хайнс (ЦСКА) - 2018-19 Валтер Тавариш (Реал Мадрид) - 2020-21 Валтер Тавариш (Реал Мадрид) - 2021-22 Кайл Хайнс (Олимпиа Милан) - 2022-23 Валтер Тавариш (Реал Мадрид) |

### Восходящая звезда Евролиги
Титул Восходящая звезда Евролиги присуждается лучшему игроку лиги не старшее 22 лет по итогам регулярного сезона перед Финалом Четырёх. Впервые награда была присуждена в сезоне 2004-05 и определяется по итогам голосования тренеров команд, участвовавших в Евролиге.
| - 2004-05 Эразем Лорбек (Фортитудо) - 2005-06 Андреа Барньяни (Бенеттон) - 2006-07 Руди Фернандес (Ховентуд) - 2007-08 Данило Галлинари (Олимпия Милан) - 2008-09 Новица Величкович (Партизан) - 2009-10 Рики Рубио (Барселона) - 2010-11 Никола Миротич (Реал Мадрид) - 2011-12 Никола Миротич (Реал Мадрид) - 2012-13 Костас Папаниколау (Олимпиакос) - 2013-14 Богдан Богданович (Партизан) - 2014-15 Богдан Богданович (Фенербахче) - 2015-16 Алекс Абринес (Барселона) - 2016-17 Лука Дончич (Реал Мадрид) - 2017-18 Лука Дончич (Реал Мадрид) - 2018-19 Гога Битадзе (Будучность) - 2020-21 Усман Гаруба (Реал Мадрид) - 2021-22 Рокас Йокубайтис (Барселона) |

### Приз имени Альфонсо Форда
Приз лучшему снайперу имени Альфонсо Форда вручается баскетболисту, ставшему самым результативным игроком по итогам групповых этапов и плей-офф. Награда названа в честь американского баскетболиста Альфонсо Форда, вручается начиная с сезона 2004-05. Приз был учреждён после того, как любимец болельщиков и один из лидеров Лиги по количеству набранных очков Альфонсо Форд умер от лейкемии. Первым обладателем Кубка имени Альфонсо Форда стал американский защитник «Скаволини» Чарльз Смит. Чаще всех этот приз (3 раза) получил Игор Ракочевич.
| - 2004-05 Чарльз Смит (Скаволини) - 2005-06 Дрю Николас (Бенеттон) - 2006-07 Игор Ракочевич (Баскония) - 2007-08 Марк Салиерс (Шораль Роан Баскет) - 2008-09 Игор Ракочевич (Баскония) - 2009-10 Линас Клейза (Олимпиакос) - 2010-11 Игор Ракочевич (Эфес Пилсен) - 2011-12 Бо МакКалебб (Сиена Монтепаски) - 2012-13 Бобби Браун (Сиена Монтепаски) - 2013-14 Кит Лэнгфорд (Милан) - 2014-15 Тэйлор Рочести (Нижний Новгород) - 2015-16 Нандо Де Коло (ЦСКА) - 2016-17 Кит Лэнгфорд (УНИКС) - 2017-18 Алексей Швед (Химки) - 2018-19 Майк Джеймс (Олимпия Милан) - 2020-21 Алексей Швед (Химки) - 2021-22 Василие Мицич (Анадолу Эфес) |

### Тренер года
Титул Тренер года Евролиги им. Александра Гомельского присуждается лучшему тренеру лиги по итогам регулярного сезона после Финала Четырёх. Впервые награда была присуждена в сезоне 2004/05. Пини Гершон стал первым обладателем этой награды в 2005 году. Этторе Мессина, Желько Обрадович, Пабло Ласо и Димитрис Итудис завоёвывали эту наград по два раза каждый.
- 2004/05  Пини Гершон, Маккаби (Тель-Авив)
- 2005/06  Этторе Мессина, ЦСКА (Москва)
- 2006/07  Желько Обрадович, Панатинаикос (Афины)
- 2007/08  Этторе Мессина, ЦСКА (Москва)
- 2008/09  Душко Вуйошевич, Партизан (Белград)
- 2009/10  Хавьер Паскуаль, Барселона[1]
- 2010/11  Желько Обрадович, Панатинаикос (Афины)
- 2011/12  Душан Ивкович,  Олимпиакос (Пиреи)[2]
- 2012/13  Георгиос Барцокас, Олимпиакос (Пиреи)
- 2013/14  Дэвид Блатт, Маккаби (Тель-Авив)
- 2014/15  Пабло Ласо, Реал (Мадрид)
- 2015/16  Димитрис Итудис, ЦСКА (Москва)
- 2016/17  Желько Обрадович, Фенербахче (Стамбул)
- 2017/18  Пабло Ласо, Реал (Мадрид)
- 2018/19  Димитрис Итудис, ЦСКА (Москва)
- 2020/21  Эргин Атаман, Анадолу Эфес (Стамбул)
- 2021/22  Георгиос Барцокас, Олимпиакос (Пиреи)
- 2022/23  Георгиос Барцокас, Олимпиакос (Пиреи)

### Менеджер года
Титул Менеджер года Евролиги (англ. Club Executive of the Year) присуждается лучшему генеральному менеджеру Лиги по итогам сезона после Финала Четырёх. Впервые награда была присуждена в сезоне 2004-05. С 2014 года награда носит имя первого президента УЛЕБ — Джанлуиджи Порелли.
- 2004-05  Хосе Антонио Кварейта, Тау Керамика (Баскония)
- 2005-06  Сергей Кущенко, ЦСКА (Москва)[3]
- 2006-07  Хуан Мануэль Родригес, Уникаха (Малага)[4]
- 2007-08  Фердинандо Мануччи, Монтепаски (Сиена)
- 2008-09  Марко Бальди, Альба (Берлин)[5]
- 2009-10  Пшемыслав Сечковски, Проком (Сопот)[6]
- 2010-11  Павлос и Цанассис Гианокопоулосы, Панатинаикос
- 2011-12  Панагиотис и Георг Ангелополусы, Олимпиакос
- 2012-13  Тункай Ёзильхан, Анадолу Эфес
- 2013-14  Ливио Проли, Олимпия Милан
- 2014-15  Марко Бальди, Альба
- 2015-16  Хосе Антонио Кварейта, Лабораль Кутча
- 2016-17  Маурицио Херардини, Фенербахче
- 2017-18  Паулюс Мотеюнас, Жальгирис
- 2018-19  Паулюс Мотеюнас, Жальгирис

### MVP Месяца Евролиги
Титул MVP Месяца Евролиги присуждается ежемесячно лучшему игроку регулярного сезона. Награда была впервые присуждена в сезоне 2004-05.

### MVP Недели Евролиги
Титул MVP Недели Евролиги присуждается еженедельно лучшему игроку регулярного сезона. Награда была впервые присуждена в сезоне 2000-01.

## Сборная всех звёзд Евролиги
По пять лучших баскетболистов выбираются в 2 символические сборные (первая и вторая) по итогам каждого сезона. Сборная всех звёзд выбирается с 2001 года. Каждая сборная состоит из разыгрывающего, атакующего защитника, лёгкого форварда, тяжелого форварда и центрового.

## Легенды Евролиги
Жирным шрифтом выделены команды, с которыми игрок становился чемпионом Евролиги.
| Игрок                | Карьера   | Дата награждения | Команды Евролиги                                                                                         | Ссылка |
| -------------------- | --------- | ---------------- | --- | ------ |
| Теодорос Папалукас   | 1995–2013 | 12 декабря 2013  | ЦСКА (Москва) ×2, Олимпиакос, Маккаби (Тель-Авив)                                                        |        |
| Хуан Карлос Наварро  | 1997–2018 | 14 марта 2014    | Барселона ×2                                                                                             |        |
| Рамунас Шишкаускас   | 1996–2012 | 16 мая 2014      | Бенеттон, Панатинаикос, ЦСКА (Москва)                                                                    |        |
| Шарунас Ясикявичюс   | 1998–2014 | 12 февраля 2015  | Олимпия (Любляна), Барселона, Маккаби (Тель-Авив) ×2, Панатинаикос, Литовас Ритас, Фенербахче, Жальгирис |        |
| Димитрис Диамантидис | 1999–2016 | 1 апреля 2016    | Панатинаикос ×3                                                                                          |        |
| Мирсад Туркан        | 1994–2012 | 19 мая 2017      | ЦСКА (Москва), Монтепаски, Улкер, Фенербахче                                                             |        |
| Фелипе Рейес         | 1998–2021 | 11 февраля 2022  | Эстудиантес, Реал Мадрид ×2                                                                              |        |
| Василис Спанулис     | 1999–2021 | 20 апреля 2022   | Панатинаикос, Олимпиакос ×2                                                                              |        |
| Никола Вуйчич        | 1995–2023 | 6 декабря 2022   | АСВЕЛ, Маккаби (Тель-Авив) ×2, Олимпиакос, Анадолу Эфес                                                  |        |